# Contact
För andra betydelser, se Contact (olika betydelser).
Contact är en svensk rockgrupp med Ted Ström och Lorne de Wolfe som främsta medlemmar. Deras mest kända låt är Hon kom över mon, som spelades in tillsammans med folkmusikgruppen Skäggmanslaget. Contact var en av den tidiga proggrörelsens mest framgångsrika grupper, men bröt 1971 med det progressiva skivbolaget MNW och gick över till det kommersiella Polydor.

## Förhistoria
Contacts ursprung var gruppen Ruperts som bildades 1962–1963 av några elever på Lidingö Södra Läroverk i Lidingö stad. Det var Ted Ström, Tomas Larsson, Lars-Göran Reijner och Jens Bagge. De försökte komponera egna låtar, men Ruperts kom inte längre än till skoldanser på Lidingö och till att medverka i tävlingen "Stockholms Beatles" på ungdomsklubben Kingside.
Ted Ström började på Konstfack 1964 och träffade där trumslagaren Leif Reinholds. De blev de första som spelade rock på Konstfacks fester, där det tidigare endast spelats jazz. Det var Larsson på bas, Reinholds på trummor, Ström på banjo och den ett år äldre Örjan Jansson på gitarr och munspel. Under namnet Hårbandet spelade de på Reklamfackets höstfest bland annat covers på Beatles och Rolling Stones. Konstfack blev under denna tid en betydande rockscen i Stockholm och gruppen spelade ofta där.
Man tog namnet Yellow & Blues och spelade mest rhythm and blues med förebilder som John Mayall och Paul Butterfield Blues Band. Omkring 1967 följde de efter Flower Power-vågen och Ann Sofi Nilsson hoppade in som sångerska. Då spelade de långa och monotona låtar under namnet Grand Canyon. De spelade även på ställen som till exempel Filips, Cirkeln och Domino. De ackompanjerade även en då helt okänd Peps Persson när han var i Stockholm. Man fick även in gitarristen Anders Lundin. De ackompanjerade den engelska trion The Scaffold, i vilken bland andra Mike McGear, Paul McCartneys bror, var medlem.

## Contact
Gruppen bytte 1968 namn till Contact, medverkade i Candide på Pistolteatern och spelade en del på Moderna Museet. År 1969 fick de spela in en singel hos MNW i Vaxholm, "A Fairy Tale/Convul'sions" som gavs ut på hösten samma år. I samma veva medverkade man i ett radioprogram där Måns Rossander sammanförde grupper med olika musikstilar. De träffade då spelmanstrion Skäggmanslaget från Delsbo i Hälsingland. Ted Ström hade lyssnat på Jan Johansson och kommit på idén att göra en ny låt i gammal stil. Det blev "Hon kom över mon", som gavs ut som singel 1970. På Skäggmanslagets debut-LP medverkade Contact i "Gråtlåten".
Sommaren 1970 kom amerikanen Kim Fowley till Sverige och producerade deras LP "Nobody Wants to Be Sixteen" som kom hösten samma år. Den var tänkt för internationell lansering, något som inte blev av. Därefter slutade Larsson för att bli chef för studion i Vaxholm och ersattes av Lorne de Wolfe. Hösten 1970 medverkade Contact i "Sonja, Mona, Maja, arbetets döttrar" på Dramaten med både musik och texter. Det inspirerade dem att slutgiltigt gå över till låtar med svenska texter och de blev ett av de första banden som blandade svensk folkton med rock.
I gruppen spelade då Björn Holmsten (sax/klarinett), Bosse Linné (fiol), Claes Palmqvist (fiol/trumpet), Ted Steerling (gitarr/sång), Lorne de Wolfe (bas/sång), Ted Ström (orgel/sång) och Leif Reinholds (trummor). Den senare ersattes av Ali Lundbohm, sommaren 1971, som sedan dess varit gruppens trumslagare. Contact fick 1971 en Grammis för LP:n "Hon kom över mon", vilken innehöll låtar som "Grannlåt", "Vargarnas natt", "Samma vindar, samma dofter" och "Nattens drottning". Ett återkommande tema på skivan är gröna vågen-färgad kritik mot den pågående urbaniseringen. Plattan fick goda recensioner och gruppen allt fler spelningar. Under senvåren 1971 bröt Contact och Sverre Sundman med MNW och gick till bolaget Polydor. 
Året efter kom deras nya LP "Utmarker" med låtar som "Ode till en fjord", "Fyrvaktarens dotter" och "Guldkalven". Nu var Contact en populär grupp som turnerade flitigt under 1970-1972, även i Norge och i Danmark. De framträdde på festivaler som bland annat Ruisrock i Åbo och som första svenska grupp någonsin på Roskildefestivalen 1972. Under gruppens sista år hoppade ragtimegitarristen Lasse Johansson in istället för Steerling och de Wolfe ersattes en kort tid av Staffan Skäre. Hösten 1972 gjorde man sin sista spelning tillsammans med Hoola Bandoola Band.

## Återförening
Efter att Contact upplösts utgav Ström 1973 soloalbumet Knut Teodor Ström och var en tid med i Norrbottens Järn, där han skrev de flesta av låtarna. Han fortsatte senare sin solokarriär och skrev bland annat låten "Vintersaga", mer känd i versioner med Monica Törnell och Jerry Williams. Han skrev bland annat en stor del av musiken till Lars Molins TV-dramatik och signaturmelodin till SVT:s "Sommartorpet". Lorne de Wolfe bildade tillsammans med Dick Hansson studiobandet Vargen som utvecklades till Hansson de Wolfe United.
Contact återförenades 1989 (med samma sättning som 1971) till MNW:s 20-årsjubileum. Då spelade de på Glädjehuset i Stockholm. Sommaren 1991 var de på Visfestivalen i Västervik. År 2001 spelade man på Skeppsholmsfestivalen i Stockholm. Då ersattes gitarristen Ted Steerling med Coste Apetrea och Backa Hans Eriksson spelade bas, medan de Wolfe koncentrerade sig på sång, gitarr och keyboard. Hösten 2002 spelade de på proggfestivalen på Ålands hav, nu med Jonas Isacsson på gitarr och Janne Bergman på bas. Sommaren 2003 spelade de återigen på Proggbåten. I början av 2004 kom deras ommixade samlingsalbum med den nya låten "Hon fattas mig".
Ali Lundbohm avled 2007. 2008 spelade Contact på Parkfesten i Nora, då med Åke Sundqvist på trummor. Man gjorde en repris 2009, nu med Mats Persson som trummis. 2011 gick Bo Linné bort och Contact upphörde.
2018 spelade Contact igen, återigen på en sorts progg-båt på Ålands hav. Denna gång "Rock at Sea" i mars 2018. Ted Ströms båda söner ingick nu i bandet, den ena på trummor, den andra på gitarr/slagverk. Flera från original-Contact var ännu med, bland andra Ted Ström och Lorne de Wolfe.

## Diskografi
- 1970 – Nobody Wants to Be Sixteen
- 1971 – Hon kom över mon
- 1972 – Utmarker
- 2004 – Samma vindar, samma dofter 1968-2004